# Helmut Lent
Helmut Lent (Pyrehne, 13 de junho de 1918 — Paderborn, 7 de outubro de 1944) foi um piloto de caça noturno alemão da Luftwaffe e o segundo ás de caça noturno com maior número de vitórias na história da guerra aérea. Voou em 507 missões, abateu 110 aeronaves inimigas, sendo destas, 103 à noite e um total de 53 bombardeiros quadrimotores, pelo qual ele foi condecorado com a Cruz de Cavaleiro da Cruz de Ferro com Folhas de Carvalho, Espadas e Diamantes, a mais alta condecoração militar da Alemanha na época, em 31 de julho de 1944.
Nascido em uma família devotamente religiosa, ele demonstrou desde cedo uma paixão por voar de planador; contra a vontade de seu pai, ele se juntou à Luftwaffe em 1936. Depois de completar seu treinamento, foi designado para o 1. Staffel (esquadrão), da Zerstörergeschwader 76 (ZG 76), uma ala voando com o caça pesado bimotor Messerschmitt Bf 110. Lent reivindicou suas primeiras vitórias aéreas no início da Segunda Guerra Mundial na invasão da Polônia e sobre o Mar do Norte. Durante a invasão da Noruega, ele voou em missões de apoio terrestre antes de ser transferido para a recém-criada Nachtjagdgeschwader 1 (NJG 1), uma ala de caça noturno.
Lent reivindicou sua primeira vitória noturna em 12 de maio de 1941 e em 30 de agosto de 1941 foi condecorado com a Cruz de Cavaleiro da Cruz de Ferro por 22 vitórias. Seu acúmulo constante de vitórias aéreas resultou em promoções e prêmios regulares. Na noite de 15 de junho de 1944, o Major Lent foi o primeiro piloto de caça noturno a reivindicar 100 vitórias aéreas noturnas, um feito que lhe rendeu os Diamantes por sua Cruz de Cavaleiro da Cruz de Ferro com Folhas de Carvalho e Espadas em 31 de julho de 1944.
Em 5 de outubro de 1944, Lent voou com o Junkers Ju 88 em um voo de rotina de Stade para Nordborchen, 5 quilômetros (3 mi) ao sul de Paderborn. Na aproximação de pouso, um dos motores foi desligado e a aeronave colidiu com linhas de energia. Todos os quatro membros da tripulação foram fatalmente feridos. Três homens morreram logo após o acidente e Lent sucumbiu aos ferimentos dois dias depois, em 7 de outubro de 1944.

## Início da vida e carreira
Lent nasceu em 13 de junho de 1918 em Pyrehne, distrito de Landsberg an der Warthe, Província de Brandemburgo, Alemanha (atualmente Pyrzany, Voivodia da Lubúsquia, oeste da Polônia) e batizado de Helmut Johannes Siegfried Lent. Ele era o quinto filho de Johannes Lent, um ministro luterano e Marie Elisabeth, nascida Braune. Helmut Lent tinha dois irmãos mais velhos, Werner e Joachim, e duas irmãs mais velhas, Käthe e Ursula. Sua família era profundamente religiosa; além de seu pai, seus irmãos e avós também eram ministros luteranos.
Da Páscoa de 1924 até a Páscoa de 1928, Lent frequentou a escola primária pública em Pyrehne. Seu pai e irmão mais velho, Werner, o ensinaram em casa em preparação para o exame de admissão na escola secundária pública de Landsberg. Em fevereiro de 1933, Helmut juntou-se ao Deutsches Jungvolk, o ramo júnior da Juventude Hitlerista. A partir de março de 1933, ele atuou como líder do pelotão de jovens, ou Jungzugführer (1 de março de 1933 – 1 de abril de 1935) e porta-bandeira, ou Fähnleinführer (1 de abril de 1935 – 9 de novembro de 1935) até deixar o Jungvolk para se preparar para seu exame de diploma. Helmut passou nos exames de graduação aos dezessete anos de idade em 12 de dezembro de 1935. Em 2 de fevereiro de 1936, ele começou o Reichsarbeitsdienst (Serviço de Trabalho do Reich) em Mohrin. Ele se juntou ao serviço militar na Luftwaffe como Fahnenjunker em 1.º de abril de 1936, contra a vontade de seu pai.
Seu treinamento militar começou em 6 de abril de 1936 na 2.ª Escola de Guerra Aérea (Luftkriegsschule 2) em Gatow,na periferia sudoeste de Berlim. Ele fez o juramento de fidelidade nacional-socialista em 21 de abril de 1936.. O treinamento de voo começou na segunda-feira, 7 de agosto de 1936 em Gatow. Seu primeiro voo foi em um biplano monomotor Heinkel He 72 Kadet D-EYZA. Lent registrou seu primeiro voo solo em 15 de setembro de 1936 em um Focke-Wulf Fw 44 Stieglitz. A essa altura, Lent havia acumulado 63 voos em seu diário de bordo. Em conjunto com o treinamento de voo, os alunos também aprenderam a dirigir motocicletas e carros e durante um desses exercícios de treinamento, Lent se envolveu em um acidente de trânsito, quebrando a perna o suficiente para impedi-lo de voar por cinco meses. Isso não prejudicou seu treinamento em sala de aula e em 1º de abril de 1937, após fazer seu exame de comissão, ele foi promovido a Fähnrich. Em 19 de outubro de 1937, Lent completou seu treinamento de voo e recebeu a Licença A/B. Ele ganhou suas asas em 15 de novembro de 1937. Em 1 de fevereiro de 1938, ele foi promovido a Oberfähnrich, e em 1 de março de 1938 a Leutnant. A essa altura, ele havia feito 434 voos em oito tipos diferentes de aeronaves e acumulado 112 horas e 48 minutos de voo, principalmente em voos diurnos, em monomotores de treinamento.
Depois de deixar Gatow, Helmut Lent foi enviado para a Escola de Bombardeiros Pesados, ou Große Kampffliegerschule em Tutow, no nordeste da Alemanha. Ele passou três meses treinando como observador (1 de março de 1938 – 30 de maio de 1938). Antes de concluir este curso, Lent foi atropelado por um carro, resultando em uma mandíbula quebrada, concussão e hemorragia interna. Em 1 de julho de 1938, Lent foi destacado para o 3. Gruppe (grupo) da Jagdgeschwader 132 "Richthofen" (III./JG 132), voando em 19 de julho de 1938 pela primeira vez após seus ferimentos.
No início de setembro, o esquadrão de Lent, o 7./JG 132, mudou-se para Großenhain perto de Dresden, em preparação e apoio à anexação da Tchecoslováquia. Lent voou em várias patrulhas operacionais neste conflito até que seu Staffel se mudou novamente para Rangsdorf em 29 de setembro de 1938. Depois que a tensão sobre a ocupação dos territórios dos Sudetos diminuiu, a unidade de Lent iniciou uma conversão para o Messerschmitt Bf 108 Taifun. Em 1 de novembro de 1938, o III./JG 132 mudou-se para Fürstenwalde, entre Berlim e Frankfurt an der Oder, e foi renomeado II./JG 141, e Lent foi enviado para o 6. Staffel.
O II./JG 141 mudou sua designação para I./Zerstörergeschwader 76 (I./ZG 76) em 1.º de maio de 1939, ao mesmo tempo mudando para um aeródromo em Olmütz, Tchecoslováquia. O grupo estava sendo reequipado com o Messerschmitt Bf 110, e Lent fez seu primeiro voo no Bf 110 em 7 de junho de 1939. Lent recebeu seu Certificado de Piloto Avançado da Luftwaffe (Erweiterter Luftwaffen-Flugzeugführerschein), também conhecido como Certificado-'C', confirmando a proficiência em aeronaves multimotores, em 12 de maio de 1939. Durante a conversão para o Bf 110, Lent não tinha um operador sem fio regular (Funker) no assento do artilheiro traseiro, mas em 14 de agosto de 1939 ele foi acompanhado pela primeira vez pelo Gefreiter Walter Kubisch. Durante o prelúdio da Segunda Guerra Mundial, em 25 de agosto de 1939, o I./ZG 76 foi implantado em um aeródromo em Ohlau, a sudeste de Breslau.

## Segunda Guerra Mundial
Com o início da Segunda Guerra Mundial, Lent participou da invasão da Polônia onde destruiu diversas aeronaves em solo e um caça PZL P.24 em combate aéreo logo no dia 3 de Setembro de 1939 sendo esta a sua primeira vitória e a primeira da I./ZG 76.
No dia 12 de Setembro de 1939, após ter destruído uma aeronave que estava em solo ele acabou sendo atacado por um caça inimigo e o seu motor foi severamente danificado e parou de funcionar sendo forçado a abandonar a aeronave saltando de paraquedas e para a sorte dele, caiu atrás das linhas alemãs, tendo sofrido apenas alguns arranhões.
No dia 29 de Setembro o I./ZG 76 foi recuado do fronte e enviado para a área de Stuttgart para auxiliar na defesa do Reich que estava sendo atacado pelos franceses e ingleses. Em 18 de Dezembro de 1939, Lent, agora baseado estando em Jever, participou da Batalha da Baía da Alemanha abatendo três bombardeiros bimotores Wellington que atacavam embarcações alemãs em Wilhelmshaven.
Durante a campanha na Noruega, Lent chegou ao status de ás, onde ele abateu um caça biplano norueguês Gloster Gladiator sendo esta a sua 15ª vitória conquistada no dia 9 de Abril de 1940, quando escoltava um transporte de Ju 52 até Oslo.
A I./ZG 76 foi deslocada para Stavanger em 14 de Abril. Lent foi selecionado para atuar com a Sonderstaffel, estando com a base em Trondheim com a finalidade de fornecer auxilio para as tropas germânicas que lutavam na área de Narvik. Em 27 de Maio, Lent estava escoltando os bombardeiros de mergulho Ju 87 Stuka, que atacavam torres de rádio, quando caças Gladiator tentaram intervir e abateu um destes. A sua vítima foi o piloto da RAF, o ás Lieutenant Caesar Hull (6.249 confirmadas, 2.5 prováveis e 2 danificados, morto em ação, 7 de Setembro de 1940) do 263 Squadron, RAF. Durante o tempo que esteve na Noruega fez 4 vitórias e foi promovido para a patente de Oberleutnant em 1 de Julho.
Lent foi designado Staffelkapitän do 6./NJG 1 em 7 de Setembro de 1940. Eventualmente, após 24 missões sem sucesso, ele conversou com o Major Wolfgang Falck (8 vitórias, RK), o Kommodore da Nachtjagdgeschwader 1, e requisitou uma transferência para operar os caças de dia, tendo esta requisição rejeitada por Falck. Lent continuou combatendo em operações noturnas, quando na noite de 11-12 de Maio de 1941, na sua 35ª missão, abateu dois Wellingtons da RAF.
No dia 1 de Julho de 1941, Lent foi designado Staffelkapitän da 4./NJG 1 com base em Leeuwarden na Holanda, tendo nesta época 12 vitórias confirmadas, destas cinco eram à noite e sete de dia.
No dia 30 de Agosto, o Oberleutnant Lent foi condecorado com a Cruz de Cavaleiro da Cruz de Ferro (em alemão: Ritterkreuz) pelas sete vitórias registradas de dia e outras 14 à noite. Ele pegou três semanas de licença em 9 de Setembro e neste tempo ele se casou. Lent retornou para as operações em 7 de Outubro.
No final daquele ano o seu saldo de vitórias já havia chegado a 20 vitórias noturnas, incluindo dois dos novos bombardeiros quadrimotores Stirling. Lent foi posto no comando da recém criada II./NJG 2 em 1 de Novembro de 1941. Em seguida recebeu uma promoção para Hauptmann em 1 de Janeiro de 1942.
Acabou sendo condecorado com a Cruz de Cavaleiro da Cruz de Ferro com Folhas de Carvalho (Nr 98) em 6 de Junho após as suas 34 vitórias noturnas.
Lent foi designado Gruppenkommandeur do IV./NJG 1 no dia 1 de Outubro de 1942 e recebeu uma promoção para a patente de Major em 1 de Janeiro de 1943. Lent chegou a sua 50ª Vitória tendo abatido um Halifax, Bombardeiro quadrimotor da RAF em 18 de Janeiro, sendo o primeiro às noturno a chegar a esta marca. Em Julho de 1943, Lent já havia 65 abates creditados a ele, incluindo um Mosquito caça-bombardeiro bi-motor, abatido em 20 de Abril.
No dia 2 de Agosto de 1943 foi condecorado com as Espadas da Cruz de Cavaleiro (Nr 32) pelas suas 65 vitórias noturnas. Um dia antes, Lent foi designado Kommodore do NJG 3, baseado em Stade.
Na noite de 2/3 de Outubro de 1943 ele acabou se ferindo em combate contra um Stirling e acabou sofrendo alguns ferimentos que o tiraram dos combates até Novembro do mesmo ano.
No final de 1943, Lent já tinha 75 vitórias noturnas confirmadas e 83 no total, sendo o maior às da caça noturna. Recebeu a promoção para a patente de Oberstleutnant em 1 de Março. Na noite de 22/23 de Março de 1944, Lent abateu três bombardeiros quadrimotores Lancaster da RAF usando apenas 22 disparos utilizados.
Ele chegou a sua 100ª vitória noturna na noite de 15-16 de Junho quando abateu três Lancasters em sete minutos utilizando apenas 57 disparos. Foi condecorado com os Diamantes da Cruz de Cavaleiro (Nr 15) em 31 de Julho pelos seus feitos em combate.

## Morte
No dia 5 de Outubro de 1944, Lent estava a bordo de seu Ju 88 G-6 (W.Nr. 751081) "D5 + AA" fazendo um voo de rotina para encontrar-se com o seu amigo, o Oberstleutnant Hans-Joachim Jabs que estava na base de Paderborn. Junto com Lent estava o seu Bordfunker Oberfeldwebel Walter Kubisch o Oberleutnant Hermann Klöss e o correspondente de guerra (em alemão: Kriegsberichter) Leutnant Werner Kark. Quando estavam fazendo a aproximação de Paderborn para pousar, um dos motores parou e a aeronave acabou colidindo.
Lent sobreviveu ao acidente que acabou vitimando toda a sua tripulação, mas devido a gravidade dos ferimentos, acabou não resistindo e veio a falecer dois dias depois no hospital de Paderborn. Lent recebeu a promoção póstuma de Oberst.

## Sumário da carreira

### Condecorações
- Distintivo de Piloto (15 de novembro de 1937)[20]
- Medalha dos Sudetos[21]
- Cruz de Ferro (1939)
  - 2ª classe (21 de setembro de 1939)[22]
  - 1ª classe (11 de maio de 1940)[22]
- Escudo de Narvik (30 de janeiro de 1941)[20][23]
- Distintivo de Ferido (1939)
  - em Preto (14 de julho de 1941)[24]
  - em Prata (22 de dezembro de 1943)[24]
- Troféu de Honra da Luftwaffe (26 de junho de 1941)[25]
- Distintivo de Voo do Fronte da Luftwaffe em Ouro com Flâmula "300"[23]
- Distintivo de Piloto/Observador em Ouro com Diamantes
- Cruz Germânica em Ouro (9 de abril de 1942) como Hauptmann no II./NJG 2[26]
- Cruz de Cavaleiro da Cruz de Ferro (20 de agosto de 1941) como Oberleutnant e Staffelkapitän do 6./NJG 1[27][Nota 3]
  - 98ª Folhas de Carvalho (6 de junho de 1942) como Hauptmann e Gruppenkommandeur do II./NJG' 2[28][29]
  - 32ª Espadas (2 de agosto de 1943) como Major e Gruppenkommandeur do IV./NJG 1[28][30]
  - 15º Diamantes (31 de julho de 1944) como Oberstleutnant e Geschwaderkommodore da NJG 3[28][31]

### Promoções
- 1 de abril de 1936 – Fahnenjunker (cadete oficial)[8]
- 1 de abril de 1937 – Fähnrich (aspirante a oficial)[13]
- 1 de fevereiro de 1938 – Oberfähnrich (sargento)[32]
- 1 de março de 1938 – Leutnant (segundo-tenente)[14]
- 1 de julho de 1940 – Oberleutnant (primeiro-tenente)[33]
- 1 de janeiro de 1942 – Hauptmann (capitão)[34]
- 1 de janeiro de 1943 – Major[35]
- 1 de março de 1944 – Oberstleutnant (tenente-coronel)[25]
- Postumamente – Oberst (coronel)[36]